# Вижикі (Пултуський повіт)
Вижикі (пол. Wyrzyki) — село в Польщі, у гміні Сьверче Пултуського повіту Мазовецького воєводства.
Населення — 161 особа (2011).
У 1975-1998 роках село належало до Цехановського воєводства.

## Демографія
Демографічна структура станом на 31 березня 2011 року:
|          | Загалом | Допрацездатний вік | Працездатний вік | Постпрацездатний вік |
| -------- | ------- | ------------------ | ---------------- | -------------------- |
| Чоловіки | 96      | 29                 | 59               | 8                    |
| Жінки    | 65      | 11                 | 38               | 16                   |
| Разом    | 161     | 40                 | 97               | 24                   |